# Seiran Khatlamadjian
Seiran Khatlamadjian ou Seyran Khatlamajyan (en arménien Սեյրան Խաթլամաջյան ou Սեյրան Խաթլամաճեան) est un peintre et intellectuel arménien, né le 20 avril 1937 dans l’oblast de Rostov en URSS et mort le 14 septembre 1994 à Erevan en Arménie. Il est considéré comme le père fondateur de l’art abstrait arménien dans l’Union soviétique.

## Biographie
Seiran Khatlamadjian est né le 20 avril 1937 dans le village de Tchaltyr près de Rostov-sur-le-Don, dans le sud de la Russie. La famille de Seiran Khatlamadjian était originaire d’Ani, ancienne capitale de l’Arménie médiévale. Pendant des siècles, les péripéties de l’histoire ont contraint sa famille à émigrer d’abord, au XIIe siècle, en Crimée puis, à la fin du XVIIIe siècle, sur les rives du Don. La famille participa à la fondation de la ville de Nor Nakhitchévan, plus particulièrement, du village de Tchaltyr où sa famille devint une famille importante avant la révolution d’octobre. En 1921, le peintre Martiros Sarian reçut une commande de Kérovbe Khatlamadjian, membre influent de la famille, pour dessiner l’arbre généalogique Khatlamadjian depuis la migration de sa famille sur les rives du Don en 1779, sans se douter qu’un des représentants de cette famille deviendra, plus tard, son disciple, son fils spirituel et un artiste connu sur la terre de ses ancêtres. Seiran suivit sa destinée en s’installant dans sa patrie, l’Arménie, où vivait et œuvrait déjà Martiros Sarian, patriarche de la peinture moderne arménienne.
Dans les années 1920, ses parents ont été dékoulakisés, dépossédés de leurs terres et d’autres biens par les Soviets.
Depuis l’enfance, Seiran était fasciné par le dessin et il commença à l’étudier dès l’âge de 14 ans à l’école d’art pour enfants de Rostov-sur-le-Don. En 1953, il entra au collège des beaux-arts de Rostov et en 1959, y termina ses études secondaires avec les honneurs. Seiran Khatlamadjian se rendit à Erevan, en Arménie, et s’inscrivit, la même année, à l’Institut du Théâtre et des beaux-arts dont il fut, en 1964, diplômé. Sa vie d’étudiant, dans la capitale arménienne, fut marquée par son engagement actif dans des questions sociales et culturelles.
Seiran Khatlamadjian est décédé le 14 septembre 1994. Il est enterré à Erevan.

## Œuvre
Seiran Khatlamadjian est l’un des pères fondateurs de l’art abstrait arménien, depuis 1968. Initialement, l’artiste fut influencé par Martiros Sarian, le patriarche de la peinture arménienne, qui fut pour lui aussi un père spirituel, mais Khatlamadjian a ensuite développé un style non figuratif de peinture, et ce, juste après ses longues années d’études académiques. Il s’est inspiré, dans les années qui suivirent, de la peinture abstraite de Vassily Kandinsky et Gorky Arshile. Dans le genre abstrait, Seiran Khatlamadjian utilisa un ton doux et transparent ainsi que des couleurs actives et brillantes. Il a su créer son propre langage pictural, celui d’un artiste ouvert et dévoué à la liberté d’expression. L’artiste est aussi connu pour sa série « Arménie fabuleuse », qui est une fusion artistique d’histoire et de mythologie, de réalité et de mystère, de paganisme et de christianisme. Khatlamadjian a participé à beaucoup d’expéditions ethnographiques en Arménie et a peint des paysages de toutes ces régions. À cette époque, toutes ses créations artistiques ont été entièrement liées à l’Arménie où il s’est installé et sur laquelle il a effectué plusieurs peintures qui ont été fortement appréciées par le public et les professionnels. En 1967, il est devenu membre de l’Union des Artistes d’Arménie soviétique.
« L’art arménien doit être contemporain dans la forme, mais national dans l’esprit » fut l’une de ses devises. Le peintre défendait son point de vue sur toutes les scènes accessibles. Il était pionnier dans l’art abstrait en Arménie soviétique, depuis 1968. Malgré les obstacles (ses œuvres abstraites ont même été retirées pendant un temps du Musée d’art moderne d’Erevan), chaque année, lors de l’exposition annuelle des peintres arméniens, il remettait ses toiles abstraites même si le troisième jour, on lui demandait de les retirer. Pourtant, l’État a régulièrement acheté ses tableaux figuratifs et abstraits, et ce, depuis sa première exposition individuelle en 1966. Ainsi, on trouve de nombreux tableaux dans les musées en Arménie tels que la Galerie Nationale, le Musée d’Art moderne d’Erevan ainsi que dans beaucoup de musées en Russie tels que la Galerie Tretiakov (Moscou), le Musée de Cultures Orientales (Moscou), le Musée Régional d’Histoire locale à Rostov en passant par les États-Unis avec une riche collection de ses œuvres abstraites au Musée d’Art non conformiste au New Jersey jusqu’au Liban au musée de Djémaran (l’école Hamaskaïne de Beyrouth). Ils peuvent être fiers de leur importante collection des œuvres de Khatlamadjian[style à revoir]. Ses tableaux se trouvent aussi chez de nombreux collectionneurs privés, car il a été un peintre prolifique sachant se renouveler tout au long de sa vie. Pendant de nombreuses années, son atelier à Erevan a été l’un des lieux les plus aimés de l’élite intellectuelle arménienne.[réf. nécessaire] En outre, ce lieu fut visité par des clients et artistes étrangers cherchant à mieux comprendre l’esprit de l’Arménie et sa peinture.
Mais Seiran Khatlamadjian joua aussi un autre rôle, celui d’un indépendantiste qui, à travers l’histoire, la peinture, les débats, fut un des moteurs dans le combat pour la souveraineté de l’Arménie. Seiran Khatlamadjian a joué un rôle considérable dans le processus de libéralisation de la vie publique, politique et culturelle de l’Arménie soviétique et post-soviétique. Il recomposa par exemple les anciennes armoiries de l’Arménie et fit du lobbying pour qu’elles fussent votées au parlement en 1992. Il a activement effectué des recherches dans des archives et a étudié les armoiries de la Première République d’Arménie (1918-1920) qui ont été créées par l’architecte Alexander Tamanian et l’académicien de l’Académie des Arts russes Hakob Kojoyan. Seiran Khatlamadjian a activement fait campagne pour qu’elles soient reconnues comme armoiries nationales de l’Arménie indépendante. Elles furent approuvées le 19 avril 1992 par le Conseil Suprême d’Arménie. Mort en 1994, il a laissé derrière lui de nombreux projets inachevés.